# Leodegar Mayr
Leodegar Mayr (* 27. Juni 1928 in München; † 4. Mai 2013 in Bayerisch Gmain) war ein deutscher Geigenbauer.

## Leben
Leodegar Mayr war ältestes Kind des aus dem oberbayerischen Altmannstein stammenden Lagerhausverwalters Leodegar Mayr sowie dessen Frau Rosa. Vor seiner Einschulung erfolgte der Umzug der ganzen Familie – zusammen mit den Eltern, Geschwistern Anton und Rosa – von München nach Ingolstadt, wo er sich für die Segelfliegerei zu interessieren begann, in jungen Jahren die nötigen Flugscheine erwarb und später dann auch noch die Sportprüfung für Motorflieger absolvierte.
Kurz nach Ende des Zweiten Weltkriegs wurde er Lehrling in der Geigenbauschule Mittenwald. Nach der dreijährigen Lehre bestand er 1948 die dortige Abschlussprüfung und wurde von dem Geigenbauer Johann Padewet für weitere drei Jahre Ausbildung als Volontär ausgesucht und nach Karlsruhe geholt.
1951 ließ er sich als selbständiger Geigenbauer „Leo Mayr“ im Neuen Schloss in Ingolstadt nieder, wobei der Kundenkreis hier vor allem kirchlichen Institutionen in Eichstätt und Neuburg an der Donau wie auch den Bamberger Philharmonikern und Münchner Philharmoniker zugeordnet werden konnte. Er heiratete 1954 Elisabeth Franziska Theresia Westermeier, 1961 wurde die gemeinsame Tochter Elisabeth Maria geboren. Im Jahre 1957 bestand er abschließend seine Meisterprüfung im Geigenbauerhandwerk in München mit Meisterbrief.
Von 1972 bis 1974 erfolgte die Geschäftsübernahme des zwischenzeitlich verstorbenen Münchner Geigenbaulehrers und -kollegen Hermann Glassl, was insbesondere eine Sammlung wertvoller – damals schon mindestens siebzig Jahre alter – Klanghölzer beinhaltete, die Leo Mayr für seine eigenen Geigen und Bratschen sowie zu späteren Restaurierungen verwendete.
Aus beruflichen Gründen zog er 1975 nach Bayerisch Gmain (bei Bad Reichenhall). Die Nähe zur Kulturstadt Salzburg war ausschlaggebend, weshalb ab dieser Zeit auch viele österreichische Profimusiker der dort beheimateten Orchester (wie Mozarteumorchester und Camerata) und Professoren sowie deren Studenten der Universität Mozarteum Salzburg zu seinen Kunden zählten.
Für seine Veröffentlichung über Das Mensurproblem der Viola. ließ Franz Zeyringer 1977 eine Viola durch Mayr anfertigen. 1977 während der Salzburger Oster- und Sommerfestspiele lernte Mayr Musiker der Berliner Philharmoniker und Wiener Philharmoniker während ihrer Salzburger Aufenthalte kennen. Seine Werkstatt stand bereit, um Probleme mittels Reparatur zu beheben oder beim Neukauf beratend tätig zu sein.
1980 war Mayr auf einer vierwöchigen, staatlich geförderten Chinatournee zwecks Hochschulunterrichts im Geigenbau mit einem Ensemble der Berliner Philharmoniker.
Mayr wurden Geigen von Antonio Stradivari und Guarneri del Gesù zur Restaurierung anvertraut, und er wurde mit der Erstellung von Expertisen zu wertvollen Streichinstrumenten beauftragt. Die „Konzertgeige“ Wolfgang Amadeus Mozarts wurde für eine CD-Aufnahme 1992, eingespielt durch Yuuko Shiokawa und András Schiff, von Leo Mayr restauriert, dass sie wieder spielbar wurde.
Leo Mayr fertigte bis zu seiner Geschäftsaufgabe mehrere hundert Eigeninstrumente (Geigen, Bratschen, Celli) und erhielt dadurch im Laufe der Jahre auch Kontakt zu bekannten Musikern wie Julius Berger, Thomas Zehetmair und David Garrett (Bongartz), dem frühen Hagen-Quartett, Sándor Végh, Luz Leskowitz, Ruggiero Ricci, Gidon Kremer, Frank Peter Zimmermann, Julia Fischer, Ingolf Turban, Daniel Barenboim, Gustavo Dudamel und anderen.
1999 errichtete er gegenüber dem Neuen Schloss in Ingolstadt ein Wohn-/Geschäftshaus und kehrte, in Abständen, an die Stätte seiner Kindheit zurück.
Nach dreijähriger, schwerer Krankheit verstarb er in Bayerisch Gmain und wurde auf dem idyllischen Friedhof St. Valentin, Marzoll (bei Bad Reichenhall), begraben.

## Beurteilung
„Er verfügt über einmaliges kunsthandwerkliches Können, er fühlt sich hingezogen zum Bau von Streichinstrumenten, er hat Geschmack, Ausdauer und Fleiß, er verfügt über ein großes Lager von bestem, altem Geigenholz, er verfügt über einen ganz erstklassigen Lack und kann diesen auch in feinster Manier aufs Holz bringen, er macht ein Instrument vom Anfang bis zum Ende händisch (manuell), sogar die heiklen Einlagen werden eigenhändig zusammengeleimt.“

„Mit uns reiste ein Geigenbauer aus Bad Reichenhall, Leo Mayr, meines Erachtens einer der besten in Deutschland.“

## Trivia
Ferdinand Leeb, ehemals Direktor des Salzburger Casinos, drehte einen Amateurfilm über die Entstehung einer Geige; Gottfried Kraus wurde mit dem ORF auf Leo Mayr aufmerksam und präsentierte dessen Wissen in einem Fernsehbeitrag.